# Heterogomphus consors
Heterogomphus consors är en skalbaggsart som beskrevs av Heinrich Bernward Prell 1912. Heterogomphus consors ingår i släktet Heterogomphus och familjen Dynastidae. Inga underarter finns listade i Catalogue of Life.